# ريتشارد سميث (ممثل)
ريتشارد سميث (بالإنجليزية: Richard Smith)‏ هو كاتب سيناريو ومخرج وممثل أمريكي، ولد في 17 سبتمبر 1886 بكليفلاند في الولايات المتحدة، وتوفي في 1937 بلوس أنجلوس في الولايات المتحدة.

## أعمال

### أفلام
- (2007) بي إس أنا أحبك[5]

## وصلات خارجية
- ريتشارد سميث على موقع IMDb (الإنجليزية)
- ريتشارد سميث على موقع قاعدة بيانات الفيلم (الإنجليزية)
- ريتشارد سميث على موقع كينوبويسك (الروسية)